# Voulon
Voulon és un municipi peitoví, situat al departament de la Viena i a la regió de la Nova Aquitània de l'estat francès. L'any 2007 tenia 339 habitants.

## Demografia

### Població
El 2007 la població de fet de Voulon era de 339 persones. Hi havia 136 famílies de les quals 36 eren unipersonals (24 homes vivint sols i 12 dones vivint soles), 40 parelles sense fills, 40 parelles amb fills i 20 famílies monoparentals amb fills.
La població ha evolucionat segons el següent gràfic:
Habitants censats

### Habitatges
El 2007 hi havia 176 habitatges, 143 eren l'habitatge principal de la família, 27 eren segones residències i 6 estaven desocupats. 169 eren cases i 4 eren apartaments. Dels 143 habitatges principals, 101 estaven ocupats pels seus propietaris i 42 estaven llogats i ocupats pels llogaters; 1 tenia una cambra, 7 en tenien dues, 24 en tenien tres, 38 en tenien quatre i 72 en tenien cinc o més. 125 habitatges disposaven pel capbaix d'una plaça de pàrquing. A 69 habitatges hi havia un automòbil i a 66 n'hi havia dos o més.

### Piràmide de població
La piràmide de població per edats i sexe el 2009 era:
| Homes | Edats   | Dones |
| ----- | ------- | ----- |
| 0     | 95 o +  | 0     |
| 0     | 90 a 94 | 0     |
| 4     | 85 a 89 | 4     |
| 0     | 80 a 84 | 0     |
| 8     | 75 a 79 | 0     |
| 0     | 70 a 74 | 4     |
| 16    | 65 a 69 | 12    |
| 8     | 60 a 64 | 16    |
| 0     | 55 a 59 | 0     |
| 4     | 50 a 54 | 8     |
| 8     | 45 a 49 | 0     |
| 4     | 40 a 44 | 20    |
| 32    | 35 a 39 | 16    |
| 8     | 30 a 34 | 12    |
| 16    | 25 a 29 | 16    |
| 4     | 20 a 24 | 0     |
| 12    | 15 a 19 | 4     |
| 20    | 10 a 14 | 20    |
| 16    | 5 a 9   | 8     |
| 4     | 0 a 4   | 16    |

## Economia
El 2007 la població en edat de treballar era de 223 persones, 174 eren actives i 49 eren inactives. De les 174 persones actives 155 estaven ocupades (84 homes i 71 dones) i 18 estaven aturades (7 homes i 11 dones). De les 49 persones inactives 22 estaven jubilades, 14 estaven estudiant i 13 estaven classificades com a «altres inactius».

### Ingressos
El 2009 a Voulon hi havia 162 unitats fiscals que integraven 399 persones, la mediana anual d'ingressos fiscals per persona era de 17.563,5 €.

### Activitats econòmiques
Dels 13 establiments que hi havia el 2007, 5 eren d'empreses de construcció, 3 d'empreses de comerç i reparació d'automòbils, 1 d'una empresa d'hostatgeria i restauració, 1 d'una empresa d'informació i comunicació, 1 d'una empresa financera, 1 d'una entitat de l'administració pública i 1 d'una empresa classificada com a «altres activitats de serveis».
Dels 6 establiments de servei als particulars que hi havia el 2009, 1 era un taller de reparació d'automòbils i de material agrícola, 2 paletes, 1 guixaire pintor, 1 lampisteria i 1 perruqueria.
L'únic establiment comercial que hi havia el 2009 era una botiga d'equipament de la llar.
L'any 2000 a Voulon hi havia 7 explotacions agrícoles.

## Equipaments sanitaris i escolars
El 2009 hi havia una escola elemental.

## Poblacions més properes
El següent diagrama mostra les poblacions més properes.